# Auto sacramental
Um auto sacramental é uma peça teatral religiosa alegórica de um ou vários atos e de tema preferencialmente eucarístico no dia de Corpus Christi entre os séculos XVI e XVIII, até ser proibido o gênero em 1765, em geral com grande aparato cenografia.
Representações de episódios bíblicos, mistérios da religião ou conflitos de caráter moral ou teológico são os temas mais usados. Inicialmente eram representados nos templos e nos pórticos das igrejas, o mais antigo é denominado de "Auto dos Reis Magos". Após o Concílio de Trento, numerosos autores especialmente do Século de Ouro Espanhol, escreveram autos destinados a consolidar a mensagem da Reforma Católica, dentre eles se destacaram Calderón de la Barca, Tirso de Molina, Lope de Vega e outros.